# 岱山街道
岱山街道，是中华人民共和国江西省南昌市青云谱区下辖的一个乡镇级行政单位。

## 行政区划
岱山街道下辖以下地区：
八大山人社区、岱山社区、迎宾社区、梨园南社区、梨园北社区、迎宾东社区、梨园西社区和江联社区。